# Paracalanus pygmaeus
Paracalanus pygmaeus är en kräftdjursart som först beskrevs av Claus 1863.  Paracalanus pygmaeus ingår i släktet Paracalanus och familjen Paracalanidae. Inga underarter finns listade i Catalogue of Life.